# Chancellerie apostolique

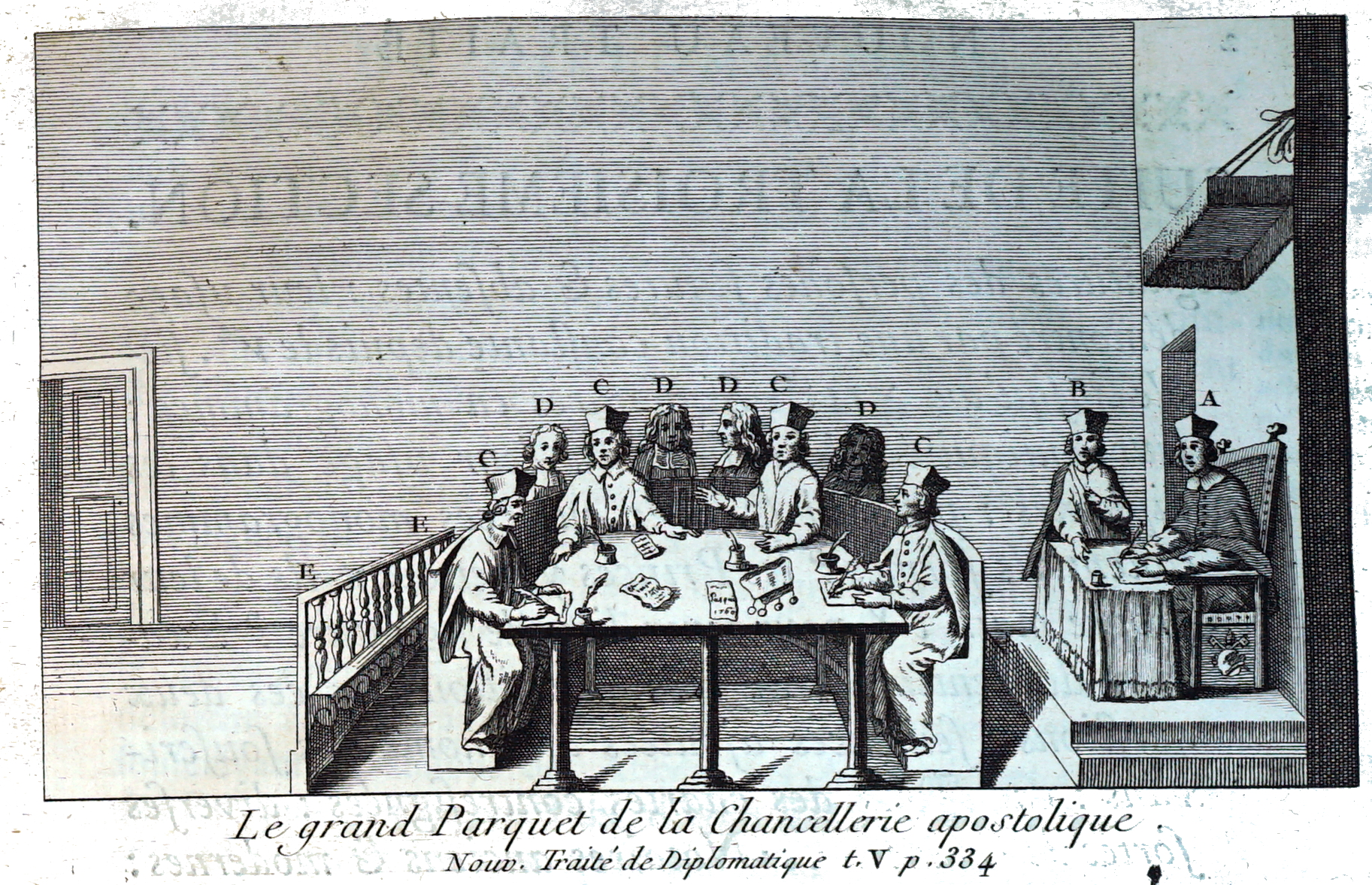
Le grand parquet de la Chancellerie apostolique (gravure sur cuivre, Jean Jacques Pasquier, 1762)

La chancellerie apostolique est un ancien dicastère de l'Église catholique romaine. 

## Histoire
Le nom Chancellerie apostolique (Cancelleria apostolica) a été institué par le pape Innocent III en 1198, mais l'organisme existait déjà : ses origines remontent au IVe siècle, lorsque le christianisme est devenu religion licite (édit de Galère), et que l'Église de Rome a pu se doter d'une organisation administrative. Elle était dirigée par un cardinal qui, jusqu'en 1908, avait le titre de vice-chancelier.
Avant la réorganisation de la Curie romaine décidée par Paul VI en 1967, celle-ci comprenait cinq offices, parmi lesquels seule la Secrétairerie d'État et la Chambre apostolique ont survécu. Les trois autres étaient :
- la daterie apostolique ;
- la chancellerie apostolique ;
- la secrétairerie des lettres latines et des brefs aux princes.

### Articles liés
- Gouvernement de l'Église catholique romaine
- Liste des chanceliers apostoliques
- Chancellerie